# Die Mitte der Welt (2016)
Die Mitte der Welt ist ein deutsch-österreichischer Film von Jakob M. Erwa, der am 10. November 2016 in die deutschen Kinos kam. Es handelt sich um eine Verfilmung des gleichnamigen Romans von Andreas Steinhöfel aus dem Jahr 1998.

## Handlung
Der 17-jährige Phil kehrt von einem Sommercamp nach Hause zurück, wo er etwas abseits eines Ortes, gemeinsam mit seiner Mutter Glass und seiner Zwillingsschwester Dianne, in der alten Villa Visible lebt. Zu den Bewohnern des Ortes pflegen sie kaum Kontakt. Phils Familie gilt als sonderbar und Dianne kann angeblich mit Tieren reden. Allerdings haben sie ein gutes Verhältnis zu dem lesbischen Paar Tereza und Pascal. Während seiner Abwesenheit hat ein Orkan die Gegend und auch den Garten der Familie zerstört. Phil bemerkt, dass sich etwas am Verhältnis zwischen seiner Mutter und seiner Schwester geändert hat und sie nicht mehr miteinander reden. Auch mit ihm spricht Dianne kaum etwas, obwohl sie immer ein inniges Verhältnis zueinander hatten. Die letzten Ferientage verbringt Phil daher lieber mit der exzentrischen Kat, seiner besten Freundin.
Als die Schule wieder beginnt, kommt mit Nicholas ein neuer Schüler in Phils Klasse. Sofort fühlt er sich zu ihm hingezogen. Zwischen den beiden kommt es zu einer leidenschaftlichen Affäre. In seinem Umfeld hat damit niemand ein Problem, von Tereza bekommt er den Schlüssel ihrer Wochenendhütte für ungestörte Stunden zu zweit. Als Nicholas auch von Kat akzeptiert wird, erleben die drei zusammen eine unbeschwerte Zeit. Phil ist sich jedoch nicht sicher, ob Nicholas ihn auch richtig liebt. Als er ihm vorhält, dass er nichts von ihm weiß, zeigt ihm Nicholas bei sich zu Hause, in einem Schuppen, seine Sammlung von Dingen, die andere Leute nicht mehr haben wollen. Phils Liebe entbrennt aufs neue und er fertigt in der Tischlerwerkstatt von Glass’ neuem Freund Michael eine Vitrine als Geschenk für Nicholas. Als er am Schuppen ankommt, sieht er, wie Nicholas und Kat miteinander schlafen. Nicholas sucht Phil später auf und sagt ihm, dass er ihn und Kat brauche. Phil akzeptiert das nicht und lässt ihn stehen.
Phil beobachtet, wie Dianne abends immer aus dem Fenster klettert. Eines Tages verfolgt er sie bis zu einem Krankenhaus. Von seiner Mutter verlangt Phil, dass sie wieder mit Dianne redet, doch sie sagt, dass sie es noch nicht könne. Auf seine Frage, was vorgefallen sei, als er weg war, bekommt er keine Antwort. Da Phil die Atmosphäre in der Familie nicht mehr erträgt, zieht er zu Tereza. Auch Dianne zieht kurz darauf aus.
In Rückblenden werden Szenen aus der Vergangenheit der Familie gezeigt, als die Zwillinge noch Kinder waren. Glass kam als Schwangere aus Amerika nach Deutschland; die Kinder haben ihren Vater nie kennengelernt, und Glass verrät ihnen nichts über ihn. Glass hat immer wieder Bekanntschaften, doch vergrault sie ihre Liebhaber stets mit ihrem Verhalten, vor allem zum Leidwesen von Dianne, die sich nach einem Vater sehnt. Glass wird nochmal schwanger, doch verliert sie das Baby bei einem vermeintlichen Unfall, wobei sie beinahe verblutete. Glass gibt Phil den Tipp, dass ein Buch mit getrockneten Pflanzen aus der Bibliothek der Villa eine Rolle im Konflikt mit Dianne spielt. Er erinnert sich, dass die Erwachsenen ihnen damals erzählten, dass mit dem Gift der Belladonna sich im Mittelalter die Frauen attraktiver machten: „Und was sie sich mit ihrer Anziehungskraft eingebrockt haben, haben sie dann mit dem Gift in höheren Mengen – zick – aus der Welt geschafft.“ Er findet die Buchseite in Diannes Zimmer. Dianne gesteht Phil schließlich, dass sie damals der Mutter das Gift gab, aus Rache, dass sie immer die „Ersatzväter“ vertrieb. Während Phils Abwesenheit verunglückte Diannes Freund bei einem durch den Sturm verursachten Autounfall. Seitdem liegt er im Koma und wird von Dianne nachts besucht. Ihr Freund hatte ihr Halt gegeben; der Unfall warf sie aus der Bahn, und sie gestand ihrer Mutter die Giftgeschichte, was der Grund für die Verstimmung in der Familie war. Phil bewegt Dianne zurückzukehren, und die Familie kommt – auch mit Michaels Hilfe – wieder zusammen.
Nach dem Ende der Beziehung mit Nicholas weiß Phil nun, dass seine Familie für ihn die „Mitte der Welt“ ist. Auf seine entsprechende Frage als Kind hatte seine Mutter ihm damals geantwortet, dass diese für jeden woanders ist. Phil entschließt sich, für einige Zeit in die Vereinigten Staaten zu reisen, auch, um dort seinen Vater zu suchen. Glass hatte Phil erzählt, dass sie ihn verlassen hatte, obwohl er ein guter Mensch war. Kurz vor der Abreise flüstert sie ihm auch noch seinen Namen ins Ohr.

## Produktion

### Literarische Vorlage
Der Roman Die Mitte der Welt, der dem Film als Vorlage diente und 1998 veröffentlicht wurde, entwickelte sich zum beliebten Jugendbuch. Er wurde unter anderem 1999 für den Deutschen Jugendliteraturpreis nominiert und im gleichen Jahr mit dem Buxtehuder Bullen ausgezeichnet. Im Jahr 2000 erhielt der Roman den Preis der Jury der Jungen Leser, Wien. Zudem schaffte es der Roman als erstes deutsches Kinderbuch auf die Spiegel-Bestsellerliste.

### Finanzierung, Stab und Besetzung
Der auf dem Roman basierende Film wurde von der Neuen Schönhauser Filmproduktion, mojo:pictures und Prisma Film produziert. Die Produktion erhielt verschiedene öffentliche Förderungen, darunter vom Filmfonds Wien und von der Beauftragten für Kultur und Medien der Deutschen Bundesregierung.
Die Regie übernahm Jakob M. Erwa, der auch das Drehbuch zum Film schrieb. Erwa hatte Steinhöfels Roman gelesen, als er 20 Jahre alt war. Nach eigenen Aussagen hatte er den Autor acht Jahre lang immer wieder gefragt, wie es mit den Rechten aussehe. Nachdem er diese erhalten hatte, arbeitete er sechs Jahre lang an dem Film.
Die Hauptrolle von Phil wurde mit Louis Hofmann besetzt, der nur wenige Wochen vor der Premiere des Films als Bester Nachwuchsschauspieler mit dem Deutschen Schauspielerpreis ausgezeichnet wurde. Jannik Schümann übernahm die Rolle von Nicholas und Svenja Jung verkörperte Kat. In weiteren Rollen sind Sabine Timoteo als Glass, Inka Friedrich und Nina Proll als Tereza und Pascal, Ada Philine Stappenbeck als Dianne und Sascha Alexander Geršak als Michael, der neue Freund von Glass, zu sehen.

### Veröffentlichung
Der Film wurde am 26. Juni 2016	auf dem Filmfest München und gleichzeitig auf dem Internationalen Filmfestival Moskau vorgestellt. Im Rahmen der Filmkunstmesse Leipzig wurde der Film im September 2016 einem deutschen Fachpublikum vorgestellt. Der Film wird von Universum Film verliehen und kam am 10. November 2016 offiziell in die deutschen Kinos. Ab 10. Januar 2017 wurde der Film im Rahmen des Palm Springs International Film Festivals vorgestellt. Am 12. Mai 2017 wurde der Film auf DVD, Blu-ray und als Video-on-Demand veröffentlicht. Im Juni 2017 wird der Film beim Tel Aviv LGBT Film Festival vorgestellt werden, wo er für den Publikumspreis in der Sektion Panorama nominiert ist.
Seine Free-TV-Premiere fand am 30. August 2018 auf arte statt.

## Rezeption

### Altersfreigabe
In Deutschland ist der Film FSK 12. In der Freigabebegründung heißt es: „Der Film setzt sich in überwiegend ruhiger, einfühlsamer Erzählweise mit zahlreichen jugendaffinen Themen auseinander, erzählt von Familie, erster Liebe und Identitätssuche. Unbeschwerte, oft poetische Passagen wechseln dabei mit konfliktreichen und melancholischen Szenen. Einzelne dramatische Momente können in ihrer Intensität Kinder unter 12 Jahren verunsichern.“

### Kritiken

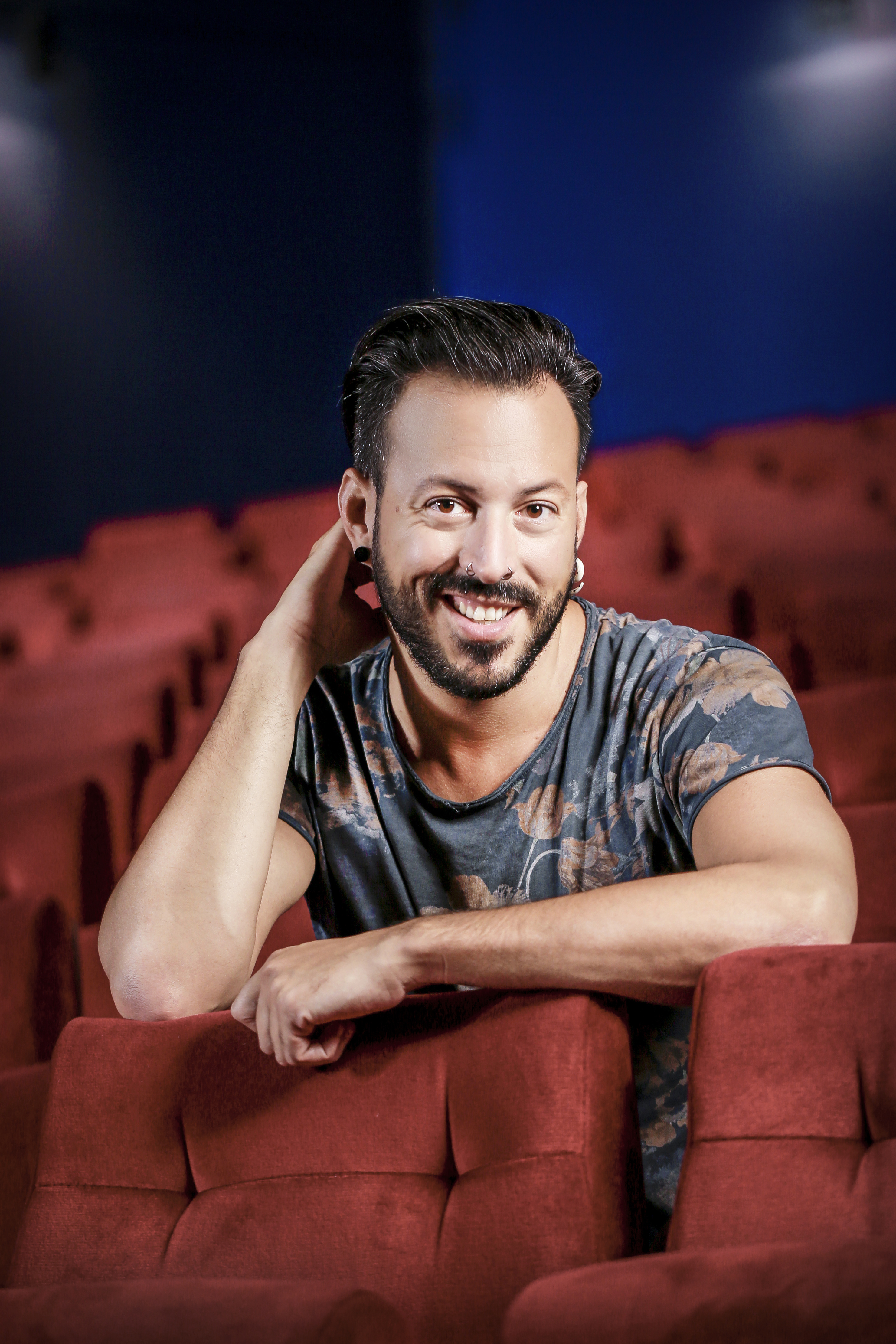
Jakob M. Erwa (2016)

Boyd van Hoeij von The Hollywood Reporter begrüßt es, dass nur zwei Personen im Zentrum der Geschichte stehen: Zum Glück wird die aufblühende Beziehung zwischen Phil und Nick in den Mittelpunkt des Films gerückt, in dem sich ein heißer Flirt in eine körperliche Beziehung verwandelt. Es sei, so van Hoeij, eine große Stärke des Films, wenn Erwa zeige, wie Teenager mit ihrer Sexualität kämpfen müssen, und der Regisseur dabei beweise, dass er verstanden habe, dass in der körperlichen Liebe weniger manchmal ganz einfach mehr ist. Van Hoeij hebt die Darsteller Hofmann und Schümann hervor, die die beiden Jungen in einer liebevollen und zärtlichen Art und Weise spielten, die ebenso interessant zu sehen sei wie die von ihnen verkörperten Jugendlichen, die sich aufgrund ihrer sexuellen Neigung Sorgen machen und die Frage stellen, ob sie jemals glücklich werden. Allerdings bemerkt van Hoeij auch, dass durch die Fokussierung des Films auf die beiden Jungen einige der Figuren, so beispielsweise Kat und Diane, wirkten, als seien sie weder Protagonisten noch Nebenfiguren, und irgendwo dazwischen schwebten.
Für Walli Müller vom NDR ist der Film eine Ode ans Unangepasstsein, in dem Phil eine Kindheit ohne Verbote erlebe und alle Freiheiten habe, sich aber dennoch sein eigenes Leben erobern müsse, weil er sich in einer Außenseiterrolle wiederfinde. Abgesehen von der pädagogisch wertvollen Botschaft, so Müller, sei der Film einfach schön anzuschauen, auch für Erwachsene. Elmar Krekeler von der Welt meint, Erwa habe einen wunderbar schwerelosen Film über das Schwulsein in der Spießerwelt gedreht, in dem es aber auch um die Folgen der Freiheit und der Selbstverwirklichung gehe, weil Phil im Film wie ein Kind von Pippi Langstrumpf wirke, es in der Welt von Kindern aber auch die Sehnsucht nach Festigkeit gebe.
Auch sonst erhielt der Film nach seinem Kinostart überwiegend positive Kritiken. Die Zeit titelt: „Ein Blitzeinschlag ist nichts dagegen – So luftig-leicht wie in dem Film ‚Die Mitte der Welt‘ wurde eine schwule Jugendliebe noch nie erzählt.“ Fabian Tietke nennt den Film in der taz einen „Glücksmoment der Diversität im deutschen Film“, Rainer Gansera hebt in der Süddeutschen Zeitung die Leistungen der Schauspieler hervor, bemerkt aber zugleich, der Film wäre „noch bedeutend zauberhafter, wenn die Regie ihren Willen zu Überdrehtheit und kapriziösem Schnickschnack besser zügeln könnte“.
Der Film wurde in die Vorauswahl zum Deutschen Filmpreis 2017 aufgenommen.
Die Deutsche Film- und Medienbewertung (FBW) in Wiesbaden verlieh dem Film das Prädikat Besonders wertvoll.
Hauptdarsteller Jannik Schümann zählt den Film im Rückblick acht Jahre später zu seinen Lieblingsfilmen. „Er ist einfach so besonders, weil er in keiner Sekunde Homosexualität als Problem darstellt. Es ist eine universelle Liebesgeschichte, die eins zu eins so stattgefunden hätte, wenn man meinen Charakter durch eine weibliche Figur ausgetauscht hätte. Es geht einfach nur um Liebe, die hier so wunderschön dargestellt wird. Dafür bin ich unserem Regisseur Jakob M. Erwa bis heute dankbar.“

### Reaktionen in Russland
Am Rande der Pressekonferenz im Rahmen der Premiere in Moskau wurde der Film von einigen Journalisten und Kritikern als Propaganda für nicht traditionelle sexuelle Beziehungen unter Jugendlichen abgelehnt, die in Russland nicht in den Vertrieb kommen dürfe. Kirill Raslogow, der Programmdirektor des Filmfestivals, hatte seine Landsleute jedoch vorgewarnt: Dieser Film könnte das Publikum schockieren. Die APA beschreibt das Problem des Films in Russland: Mit dieser Gesellschaftsdarstellung reproduziert der Grazer Filmregisseur geradezu einen Albtraum rechtskonservativer Russen, die Europa häufig als ‚Gayropa‘ disqualifizieren. Der russische Filmkritiker Andrej Plachow, der die Auswahlkommission des Moskauer Festivals leitet, erklärte: Ich fürchte, dass es kaum Firmen in Russland geben wird, die diesen Film vertreiben wollen. Sie verstehen, dass sie es mit Problemen zu tun bekämen. Der Film wurde vom Publikum in Moskau dennoch überraschend freundlich aufgenommen.

### Auszeichnungen (Auswahl)
Internationales Filmfestival Moskau 2016
- Nominierung im Hauptwettbewerb für den Goldenen Georg[25]

Filmfest München 2016 (Auswahl)
- Nominierung für den Förderpreis Neues Deutsches Kino in der Kategorie Bestes Drehbuch
- Nominierung für den Förderpreis Neues Deutsches Kino in der Kategorie Beste Regie[26]
- Nominierung in der Kategorie Bester Nachwuchsproduzent
- Nominierung in der Kategorie Beste/r Nachwuchsschauspieler/in (Ada Philine Stappenbeck und Svenja Jung)

Filmfest München 2017
- Auszeichnung als Beste Kinoproduktion: mit dem Kinder-Medien-Preis Der weiße Elefant[27]

Filmkunstmesse Leipzig 2016
- Auszeichnung mit dem Preis der Jugendjury (Jakob M. Erwa)[28]

Österreichischer Filmpreis 2017
- Auszeichnung für die Beste Musik (Paul Gallister)
- Nominierung in der Kategorie Beste Tongestaltung (Jörg Kidrowski, Veronika Hlawatsch und Bernhard Maisch)[29]

Bayerischer Filmpreis 2016
- Auszeichnung als Bester Nachwuchsregisseur (Jakob M. Erwa)[30]

Biberacher Filmfestspiele 2016
- Auszeichnung Publikums-Biber, Publikumspreis (Jakob M. Erwa)

International Queer Film Festival Hamburg 2016
- Auszeichnung Publikumspreis

Romyverleihung 2017
- Nominierung für das Beste Buch Kinofilm (Jakob M. Erwa)

New Faces Awards 2017
- Auszeichnung in der Kategorie Bester Debütfilm (Jakob M. Erwa)